# Long Creek (Illinois)
Pour les articles homonymes, voir Long Creek.
Long Creek est une municipalité américaine située dans le comté de Macon en Illinois. Lors du recensement de 2010, sa population est de 1 328 habitants.
La municipalité s'étend sur 2,83 milles carrés (7,33 km2). Dans le township de Long Creek, elle fait partie de l'agglomération de Decatur dans le centre de l'État.